# Lahaina, Kaanapali and Pacific Railroad
| Lahaina Kaanapali & Pacific Railroad #1 Anaka                                                                                  |                           |                        |                        |
| Streckenlänge: | Knapp 10 km               |                        |                        |
| Spurweite: | 914 mm (engl. 3-Fuß-Spur) |                        |                        |
| |                           |                        |                        |
| \| \| \| \| \| \| \| Puukolii HI (Depot) \| \| \| \| Kaanapali HI \| \| \| \| Hahakea Trestle (99 m) \| \| \| \| Lahaina HI \| |                           |                        |                        |
| |                           |                        |                        |
| Kopfbahnhof Streckenanfang (Strecke außer Betrieb)                                                                             |                           | Puukolii HI (Depot)    | Puukolii HI (Depot)    |
| Haltepunkt / Haltestelle (Strecke außer Betrieb)                                                                               |                           | Kaanapali HI           | Kaanapali HI           |
| Brücke über Wasserlauf (Strecke außer Betrieb)                                                                                 |                           | Hahakea Trestle (99 m) | Hahakea Trestle (99 m) |
| Kopfbahnhof Streckenende (Strecke außer Betrieb)                                                                               |                           | Lahaina HI             | Lahaina HI             |

Die Lāhainā, Kaanapali and Pacific Railroad (LKPR), besser bekannt als Sugar Cane Train (Zuckerrohrbahn), ist eine Bahngesellschaft in Hawaii (Vereinigte Staaten). Sie betreibt eine knapp 10 Kilometer lange Touristenbahn in der Spurweite von drei Fuß (914 mm) von Lāhainā (20° 52′ 49,4″ N, 156° 40′ 44,2″ W) nach Puukolii (20° 56′ 25,5″ N, 156° 41′ 19,2″ W) an der Westküste der Insel Maui.
Nachdem 1966 die Kahului Railroad stillgelegt worden war, baute A. W. MacKelvy mit den Gleisen dieser Bahn die neue Strecke in den Touristengebieten der Insel. Sie wurde 1970 eröffnet und beförderte seitdem über 5 Millionen Passagiere. Die Fahrzeit von Puukolii nach Lāhainā beträgt etwa 30 Minuten. Täglich verkehren vier Züge pro Richtung.
1973 erwarb die Kyle Railroad die Bahngesellschaft von der bankrotten Muttergesellschaft Makai Corporation. Mit der Übernahme der Kyle Railroad durch StatesRail 1997 und später RailAmerica 2002 wurde auch die LKPR mit übernommen.
Im Jahr 2007 wurde die Lāhainā, Kaanapali and Pacific Railroad für 400.000 Dollar verkauft. Aus finanziellen Gründen stellte die Bahn am 1. August 2014 ihren Betrieb ein. Sie soll Ende 2016 wieder in Betrieb genommen werden.